# AFM 6
Chronologie des modèles (1952 - 1953)
Aucun Aucun
L'AFM 6 est une monoplace de Formule 1 produite par Alex von Falkenhausen Motorenbau, ayant participé aux Grands Prix de Suisse 1952, d'Allemagne 1952, d'Allemagne 1953 et d'Italie 1953.

## Historique
L'AFM 6 est engagée à titre officiel au Grand Prix automobile de Suisse 1952 où elle est pilotée par Hans Stuck. Elle est mue par un V8 Küchen dont la casse provoque l'abandon au quatrième des soixante-deux tours de course.
Au Grand Prix d'Allemagne, quatre châssis sont engagés à titre privé par Willi Heeks, Helmut Niedermayr, Ludwig Fischer et Willi Krakau. Heeks abandonne à cause de la casse de son moteur BMW 328, Fischer et Krakau ne prennent pas le départ et Niedermayer finit neuvième.
L'année suivante, en Allemagne, Hans Stuck, Hans Blees, Theo Fitzau, Adolf Lang et Günther Bechem engagent avec des AFM 6. Blees et Lang renoncent à leur engagement tandis que les deux autres pilotes sont victimes de casses moteur.
Le Grand Prix automobile d'Italie 1953 constitue la dernière apparition de l'AFM 6 en championnat du monde, avec une nouvelle fois Hans Stuck au volant. Sa machine dispose désormais d'un moteur Bristol Cars ; il se qualifie vingt-neuvième et finit quatorzième.